# Eugène Trutat
Eugène Trutat (Vernon, 25 agosto 1840 – Foix, 6 agosto 1910) è stato un fotografo, alpinista e naturalista francese.

## Biografia
Iniziò a fotografare le prime immagini nel 1859, fino a produrne circa 15.000  nell'arco di 50 anni, coprendo una vasta gamma di argomenti. Le fotografie sono conservate nella Biblioteca fotografica del Museo di storia naturale di Tolosa.

## Opere
- La Photographie appliquée à l’archéologie, Paris, Gauthier-Villars, 1879
- Traité élémentaire du microscope, Paris, Gauthier-Villars, 1883
- La Photographie appliquée à l’histoire naturelle, 1884
- Les Papiers photographiques par développement,
- Une excursion à Montpellier-le-Vieux (Aveyron), Tolosa, imp. Durand, 1885
- Le Midi pittoresque, la Vallée de la Garonne, Limoges, Marc Barbou et Cie,  1894
- Les Pyrénées, Paris, librairie J.-B. Baillière, 1896
- La Photographie animée, 1899

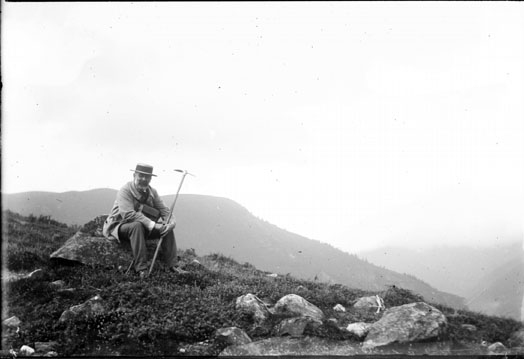
Eugène Trutat nel 1897
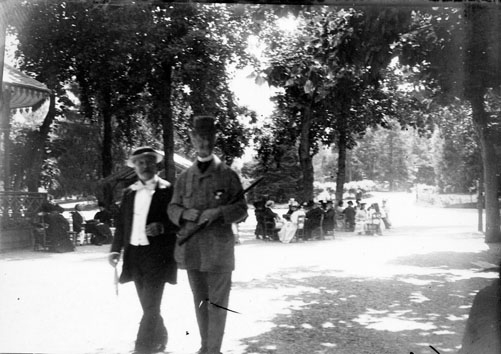
Henry Russell (a destra) e il barone de Lassus (a sinistra) a Luchon, nel 1895, fotografia di Eugène Trutat
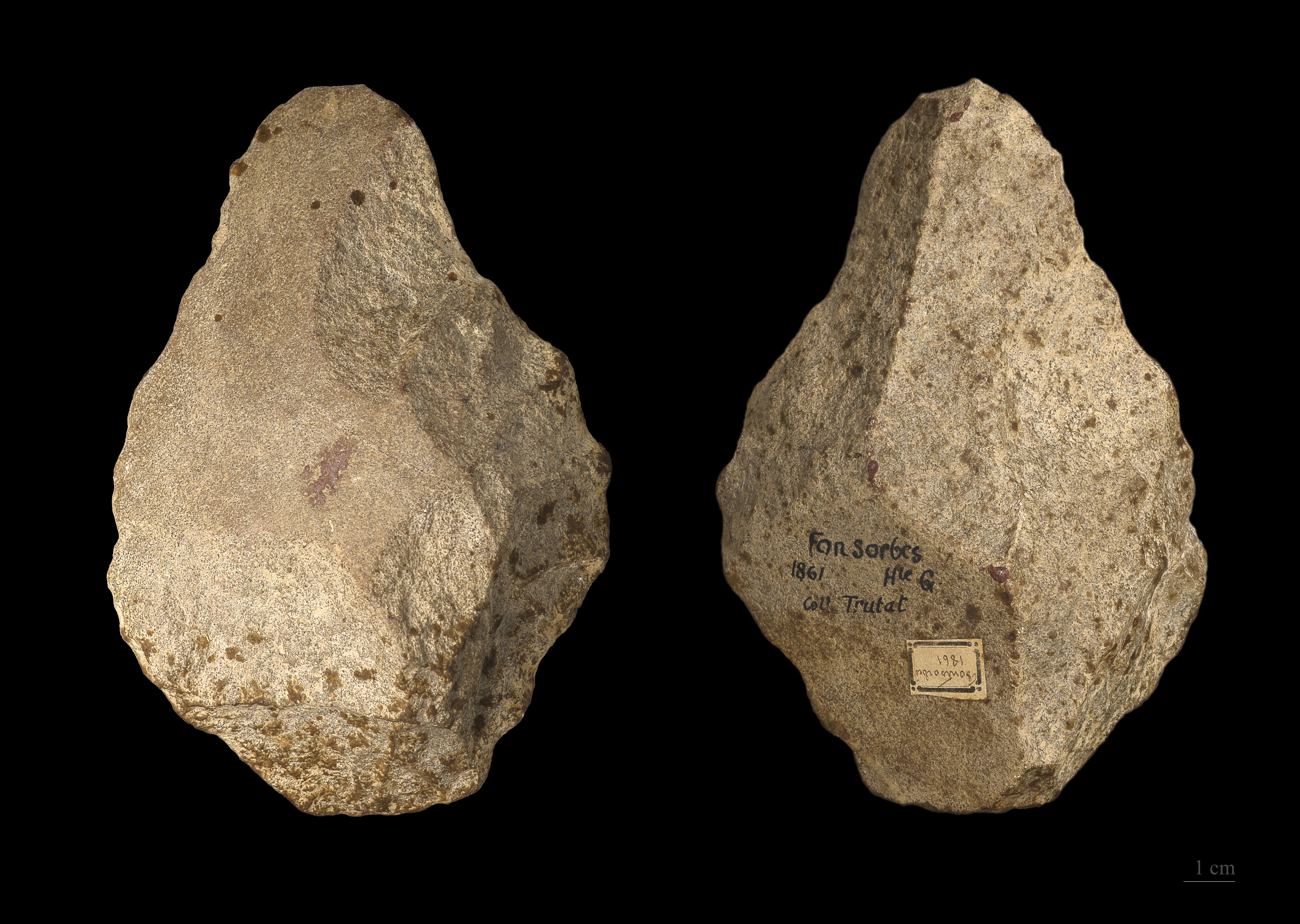
Chopper - Collection Eugene Trutat - Museum of Toulouse
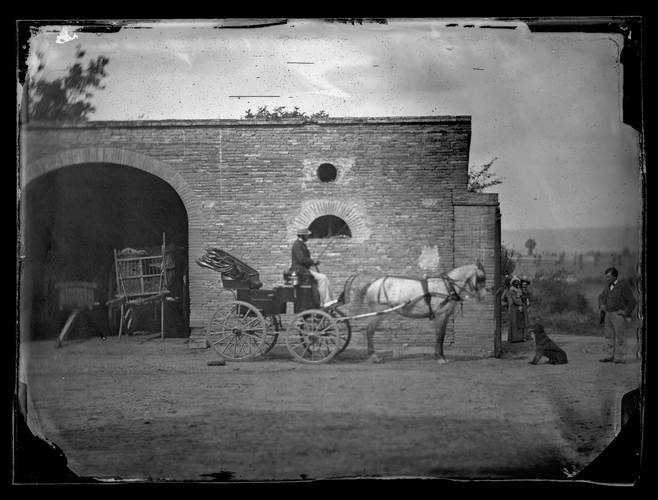
Vue d'ensemble de M. Montano conduisant sa voiture dans la cour d'une ferme, Gémil, 1881
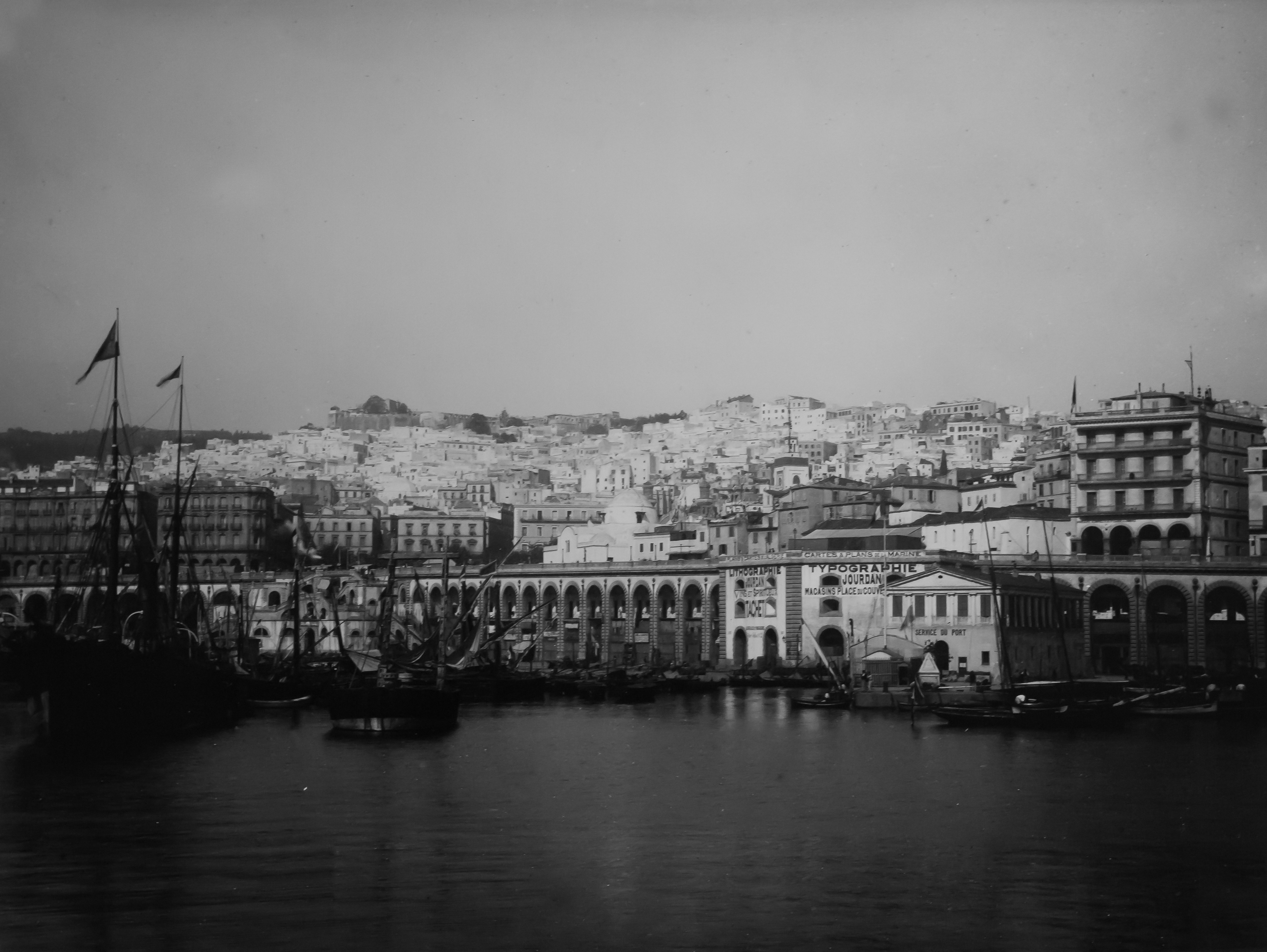
Porto di Alger, 1881, Collezione di Eugene Trutat dal Museo di storia naturale di Tolosa
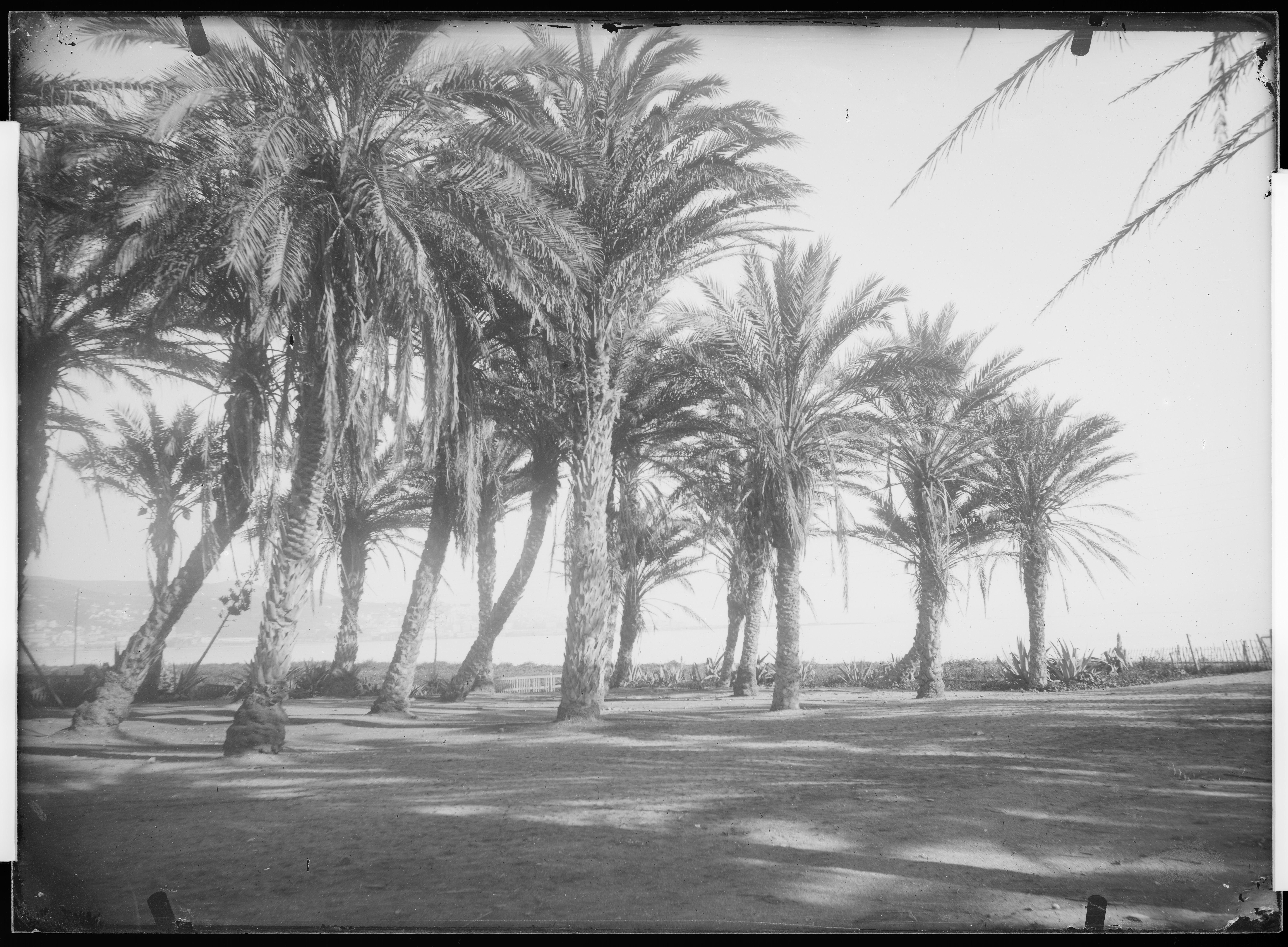
Palms of Alger, 1881, Collezione di Eugene Trutat dal Museo di storia naturale di Tolosa
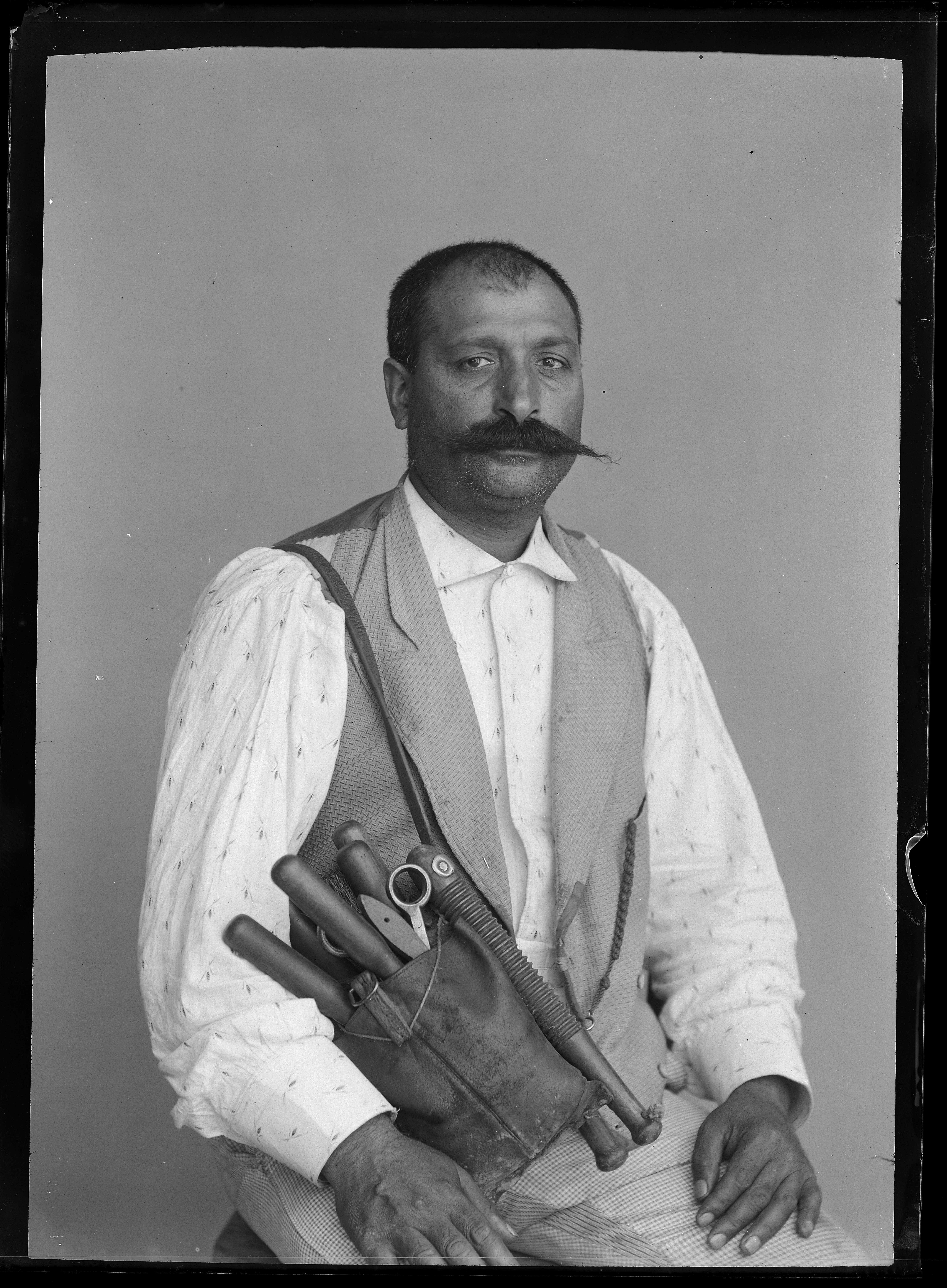
Espinasse père, Gitan de St Cyprien, 1895
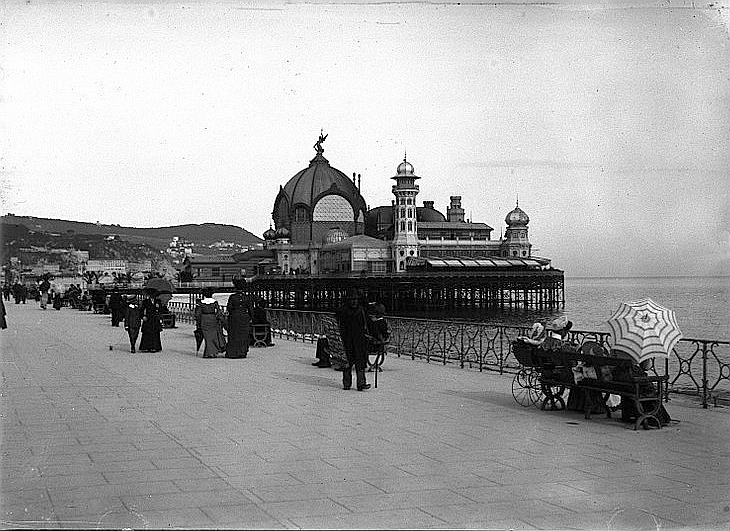
Casino et Promenades des anglais, Nice, 1904
Grand Palais, Mostra universale del 1900, Parigi
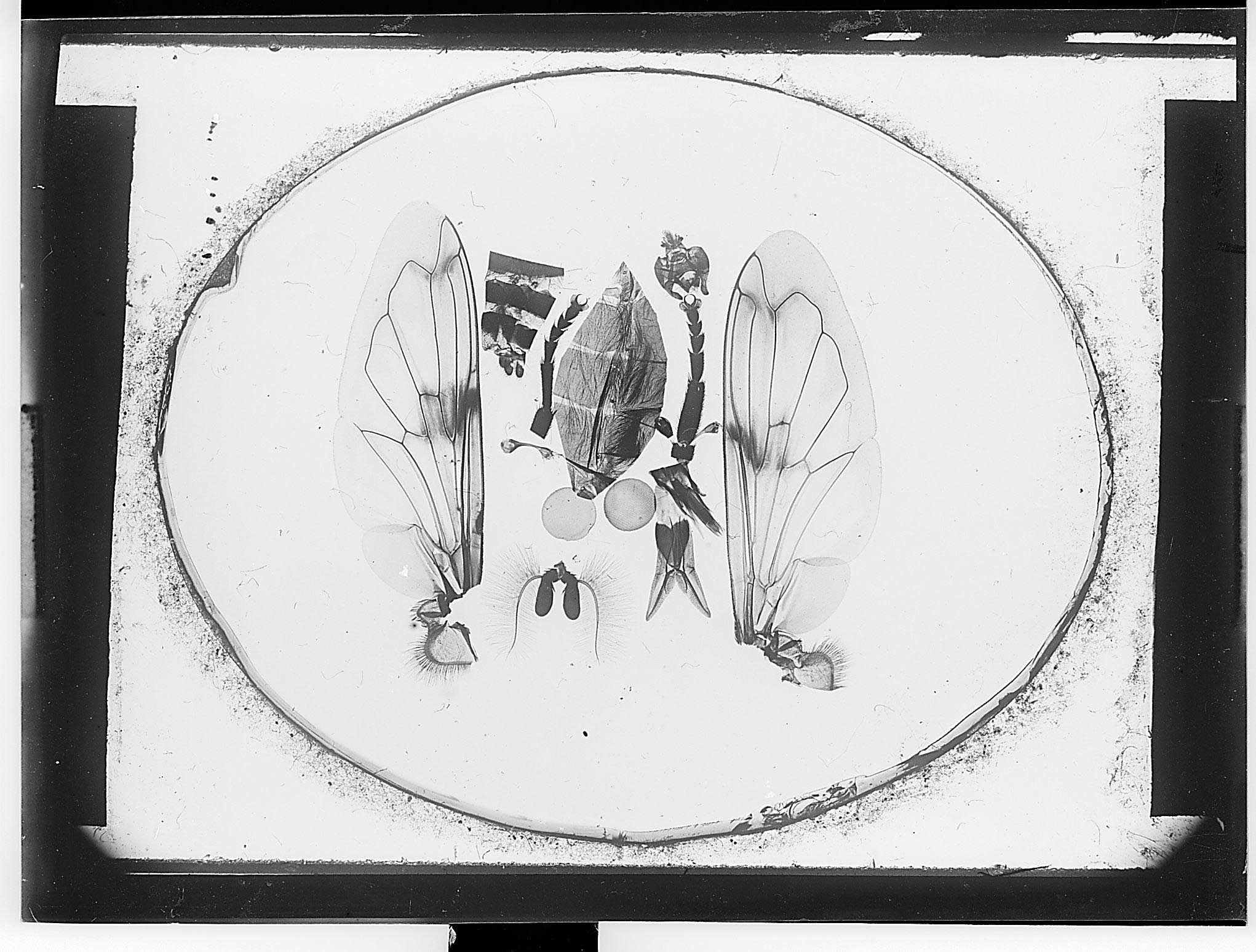
Pièces anatomiques d'un diptère, sans date
Mostra universale del 1900, Parigi
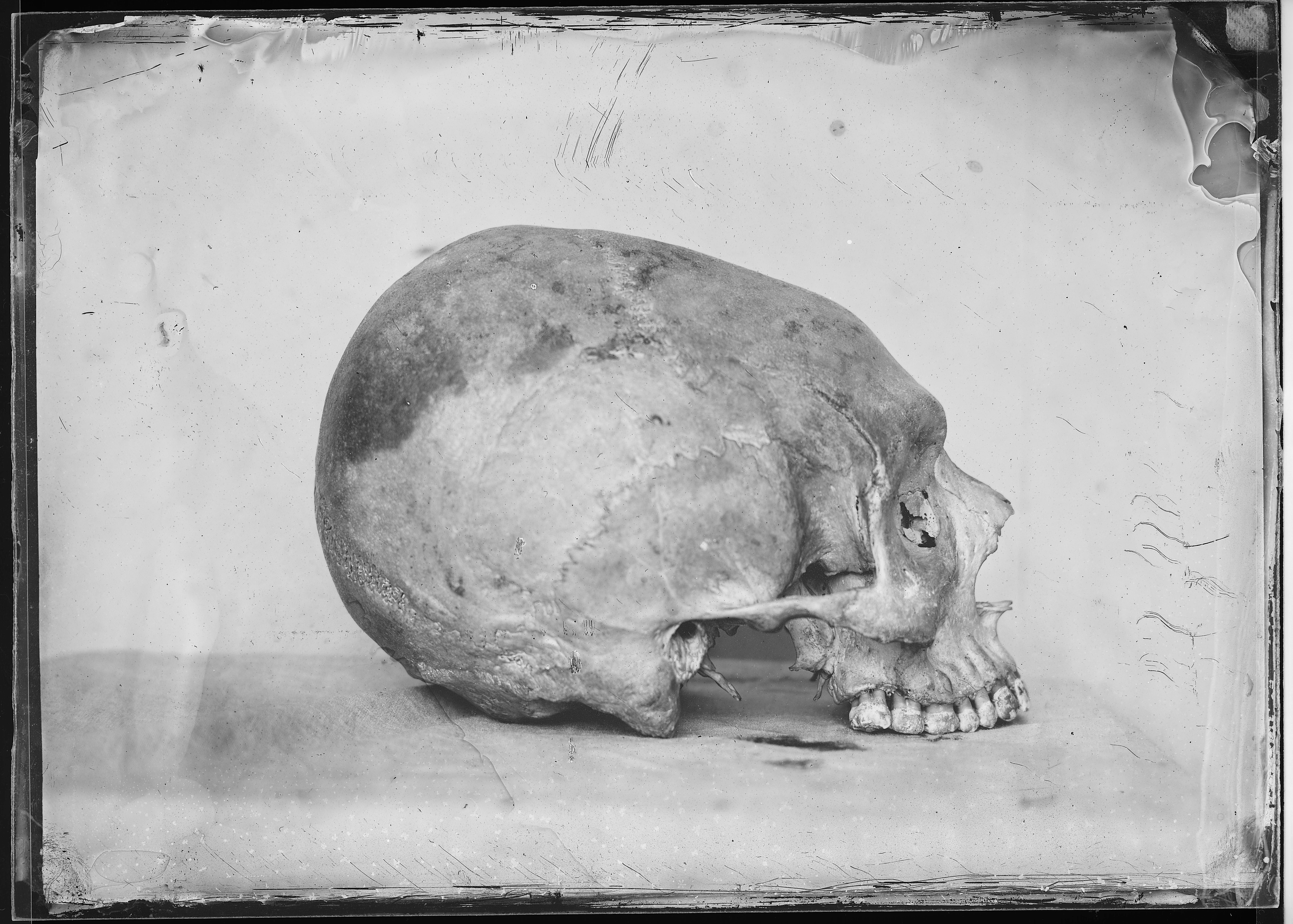
Crâne déformé, Muséum de Toulouse
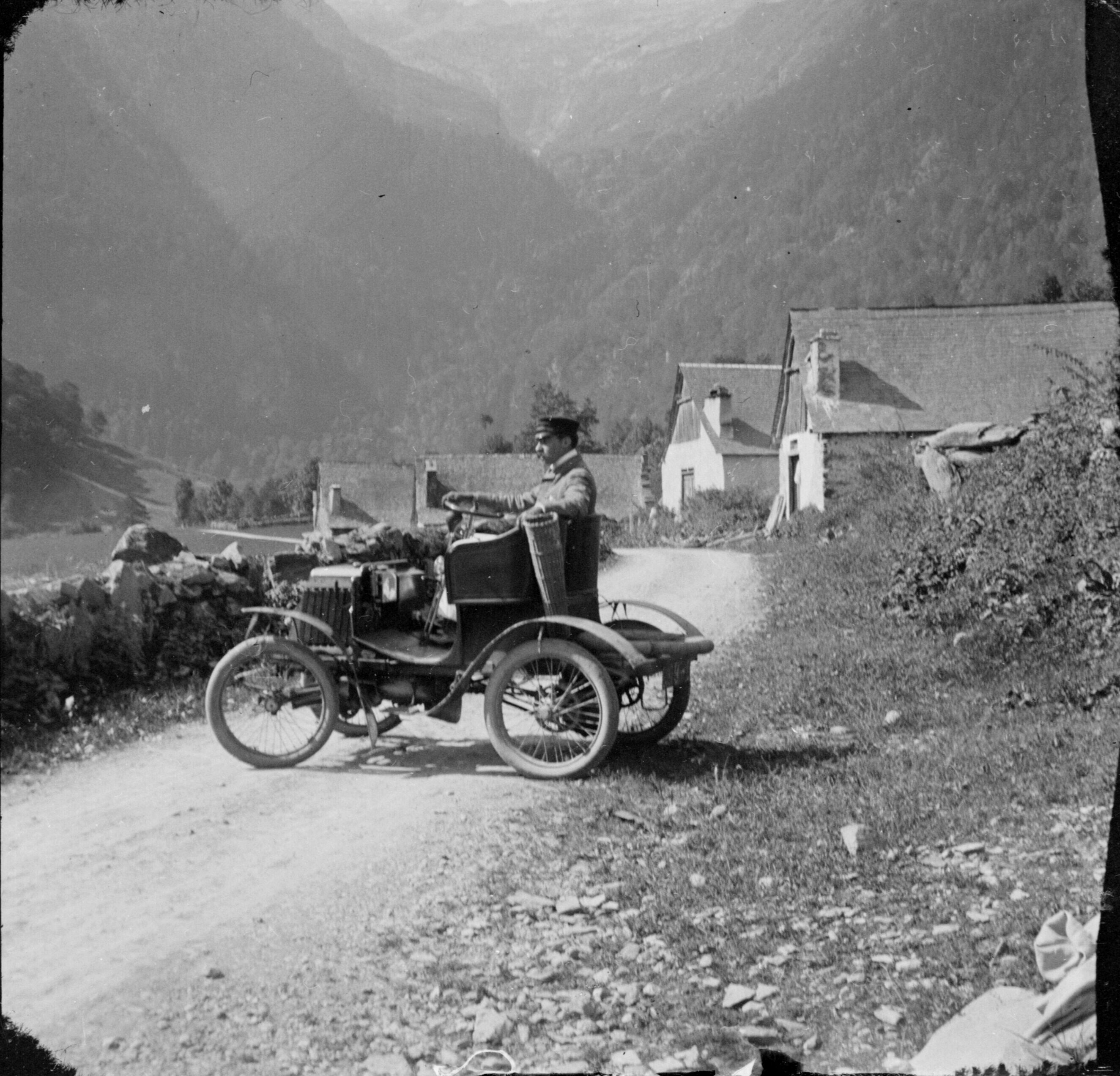
Voiture automobile, Luchon, 1904.
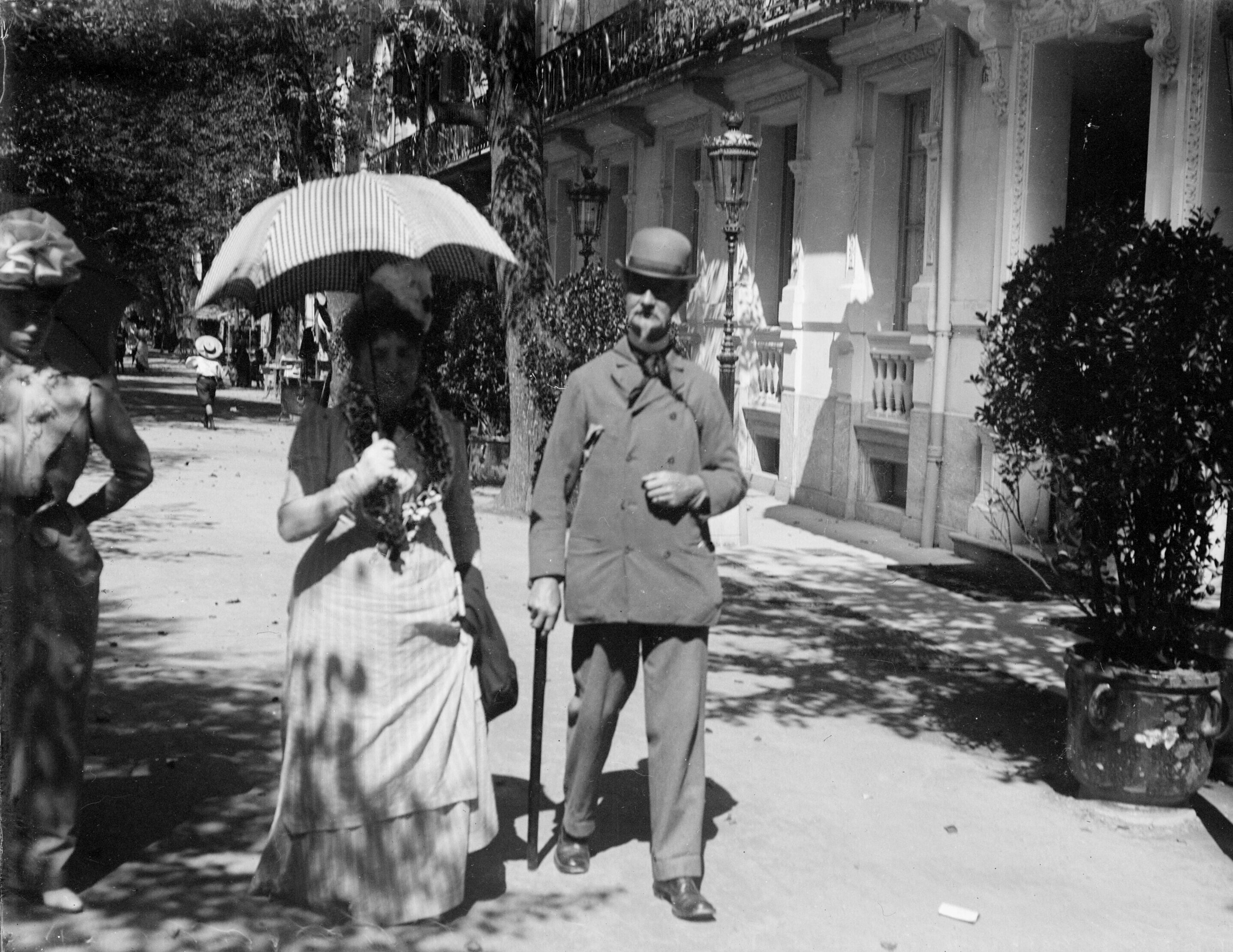
Russel e Caroline, Luchon, 15 settembre 1899.
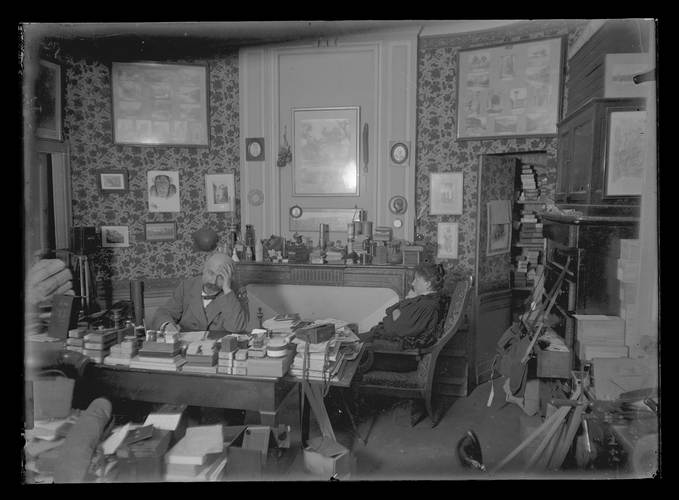
Il fotografo in uno studio con Caroline a Tolosa, 1898.